# Mondo candido
Pour plus de détails, voir Fiche technique et Distribution.
Mondo candido est une comédie noire italienne réalisée par Gualtiero Jacopetti et Franco Prosperi et sortie en 1975.
Il s'agit d'une adaptation libre du roman Candide (1759) de Voltaire. Un orphelin est élevé par un baron en Westphalie. Un philosophe local lui enseigne une vision purement optimiste du monde. Le baron exile le garçon lorsqu'il s'aperçoit que son pupille est amoureux de la fille du baron. Le baron et sa femme sont tués peu après par des motards hors-la-loi. Le garçon parcourt le monde à la recherche de son amour et fait l'expérience directe de la Sainte Inquisition, du conflit nord-irlandais et du conflit israélo-arabe.

## Synopsis
Candide (Christopher Brown) est un jeune homme naïf élevé par un baron westphalien (Gianfranco D'Angelo) dans le château de Thunder-ten-Tronckh. Il est un disciple dévoué de son précepteur, le docteur Pangloss (Jacques Herlin), un philosophe qui lui enseigne une doctrine morale purement optimiste. Candide ne peut cacher ses sentiments pour la fille délurée du baron, Cunégonde (Michelle Miller), et le baron les découvre un jour dans l'intimité. Outré par ce geste, il punit la jeune fille et expulse le jeune homme de la cour.
Ayant découvert par hasard un camp de soldats bulgares, l'orphelin est trompé et contraint de participer à un vol. Candide parvient à s'échapper et, au cours du voyage, rencontre Pangloss. Le maître l'informe que le château a été attaqué par une bande de motards qui ont tué le baron et la baronne et violé Cunégonde.
Plus tard, ils sont emprisonnés par la Sainte Inquisition. Le précepteur est condamné à mort pour ses idées utopiques, tandis que le garçon subit des châtiments corporels. Parmi les personnes de haut rang qui assistent aux exécutions se trouve Cunégonde, contraint d'être la maîtresse du juge. Après les brèves retrouvailles des jeunes amoureux, l'inquisiteur arrive et, pour éviter d'être pendu, Candide doit s'échapper à nouveau, accompagné de son nouvel ami Cacambo, un esclave qui a échappé à son maître. Tous deux s'embarquent pour le Nouveau Monde, « là où tous sont égaux ».
Dans le New York d'aujourd'hui, Candide retrouve Pangloss, qui a lui aussi échappé à la potence et travaille aujourd'hui comme réalisateur de télévision. Toujours à la recherche de Cunégonde, le protagoniste et Cacambo voyagent d'abord en Irlande du Nord, dévastée par les affrontements entre catholiques et protestants, puis dans un camp militaire pour femmes soldats israéliennes, pendant le conflit israélo-arabe. Candide y apprend que Cunégonde s'est enfui avec un fedayin. Après d'autres péripéties, le jeune homme parvient enfin à retrouver l'être aimé.

## Fiche technique
- Titre original et français : Mondo candido[2],[3]
- Réalisateur : Gualtiero Jacopetti et Franco Prosperi
- Scénario : Gualtiero Jacopetti, Franco Prosperi, Claudio Quarantotto (it)
- Photographie : Giuseppe Ruzzolini
- Montage : Franco Letti
- Musique : Riz Ortolani
- Effets spéciaux : Giovanni Corridori (it)
- Décors : Franco Vanorio
- Production : Camillo Teti
- Société de production : Perugia Cinematografica
- Pays de production :  Italie
- Langue originale : italien
- Format : couleurs par Technicolor - 2,35:1 - Son mono - 35 mm
- Durée : 110 minutes
- Genre : comédie noire, satire
- Dates de sortie :
  - Italie : 21 février 1975
  - France : 3 septembre 1975
- Affiches : Jacques Vaissier (France), Enzo Nistri (Italie)

## Distribution
- Christopher Brown : Candide
- Jacques Herlin : Dr Pangloss
- Michelle Miller : Cunégonde
- José Quaglio : l'inquisiteur
- Steffen Zacharias : Sage
- Gianfranco D'Angelo : le baron
- Salvatore Baccaro : l'ogre
- Alessandro Haber : l'amant de Cunegonda
- Giancarlo Badessi : le gouverneur espagnol
- Richard Domphe : Cacambò

## Production
Le film a été tourné dans le parc et le château de Pierrefonds dans l'Oise en France (représentant Thunder-ten-Tronckh), à New York aux États-Unis, à Belfast en Irlande du Nord, en Turquie, à Viterbe et à Rome en Italie.

## Accueil critique
Stefano Loparco (it) estime que Mondo candido est « une œuvre visionnaire sans structure narrative précise — ressemblant à une certaine production surréaliste d'Alejandro Jodorowsky — le film est difficile à classer dans un genre défini, et n'aspire pas à l'être ».